# انتخابات در اتریش
انتخابات در اتریش (انگلیسی: Elections in Austria) به دو انتخابات اصلی و نتایج آن در اتریش می‌پردازد.
قوه قانون‌گذاری اتریش از دو مجلس تشکیل شده است. مجلس ملی و مجلس بوندسرات که مجلس بالادستی است و ۵۸ عضو آن برای دوره‌ای شش ساله انتخاب می‌شوند. در سطح فدرال انتخابات در اتریش برای تعیین اعضای این دو مجلس و ریاست‌جمهوری برگزار می‌شود.

## انتخابات
در سطح فدرال، اتریش دو انتخابات اصلی وجود دارد: انتخابات ریاست‌جمهوری که هر ۶ سال یک بار برگزار می‌شود و انتخابات مجلس ملی که هر ساله ۱۸۳ نماینده آن که شهروندان بالای ۱۶ سال اتریش هستند برای دوره‌ای پنج ساله انتخاب می‌شوند. این انتخابات از طریق به شیوهٔ نمایندگی تناسبی برگزار می‌شود، به این معنی که در نظام چندحزبی اتریش هر حزب به نسبت تعداد آرایی که کسب می‌کند در پارلمان صاحب کرسی می‌شود.
در انتخابات اتریش از سال ۱۹۴۵ تا ۱۹۸۶ دو حزب اصلی نقش داشتند و طرف ثالثی برنده کرسی‌های شورای ملی می‌شد. از سال ۱۹۸۶ تاکنون به‌طور کلی چهار حزب، حداقل ۵ سال در مجلس بودند. هر حزب برای این که نماینده‌ای در شورای ملی داشته باشد نیاز است تا حداقل ۴ درصد رای مردم یا مجلس نمایندگان را در یکی از ناحیه‌های حوزه‌های انتخاباتی به دست آورند.
در برخی موارد، مجلس اتریش می‌تواند یک همه‌پرسی برگزار کند.
از سال ۲۰۰۷، در تمام انتخابات فدرال، سن رای‌گیری از ۱۸ سال به ۱۶ سال کاهش یافت و قبل از آن برخی از ایالت‌ها در انتخابات ایالتی و محلی سن رای‌گیری را کاهش داده بودند.

## شرایط انتخابات
شهروندان اتریشی که ۱۶ سال یا بالاتر داشته باشند می‌توانند در انتخابات شرکت کنند. علاوه بر این، شهروندان کشورهای عضو اتحادیه اروپا با اقامت دائم در اتریش می‌توانند در انتخابات اتحادیه اروپا و شهرداری‌ها شرکت کنند. شهروندانی که سابقهٔ بیش از یک سال محکومیت حبس داشته باشند، حق رأی خود را از دست می‌دهند. استثناء در قانون انتخابات، انتخابات ریاست جمهوری است که حداقل سن قانونی برای نامزد شدن ۳۵ سال است. تا سال ۲۰۱۱ اعضای مرتبط با خاندان امپراتوری اتریش (یعنی اعضای دودمان هابسبورگ) برای شرکت در انتخابات واجد شرایط نبودند.